# Campeonato Mundial de Hockey sobre Hielo Masculino de 2015
El LXXIX Campeonato Mundial de Hockey sobre Hielo Masculino se celebró en la Praga y Ostrava (República Checa) entre el 1 y el 17 de mayo de 2015 bajo la organización de la Federación Internacional de Hockey sobre Hielo (IIHF) y la Federación Checa de Hockey sobre Hielo.
Un total de 16 selecciones nacionales compitieron por el título mundial, cuyo anterior portador era el equipo de Rusia, vencedor del Mundial de 2014.
El equipo de Canadá conquistó el título mundial al derrotar en la final a la selección de Rusia con un marcador de 6-1. En el partido por el tercer lugar el conjunto de Estados Unidos venció al de la República Checa.

## Sedes
| Foto | Grupo          | Ciudad  | Instalación | Capacidad |
| ---- | -------------- | ------- | ----------- | --------- |
|      | A y fase final | Praga   | O2 Arena    | 17 000    |
|      | B              | Ostrava | ČEZ Aréna   | 12 500    |

## Grupos
| Grupo A         | Grupo B        |
| --------------- | -------------- |
| Suecia          | Finlandia      |
| Canadá          | Rusia          |
| República Checa | Estados Unidos |
| Suiza           | Eslovaquia     |
| Letonia         | Noruega        |
| Francia         | Bielorrusia    |
| Alemania        | Eslovenia      |
| Austria         | Dinamarca      |

## Primera Fase
- Todos los partidos en la hora local de la República Checa (UTC+2).

Los primeros cuatro de cada grupo disputan los cuartos de final en la siguiente fase.

### Grupo A
| Equipo          | J | G | EG | EP | P | GF | GC | DG  | PTS |
| --------------- | - | - | -- | -- | - | -- | -- | --- | --- |
| Canadá          | 7 | 7 | 0  | 0  | 0 | 49 | 14 | +35 | 21  |
| Suecia          | 7 | 4 | 2  | 0  | 1 | 34 | 19 | +16 | 16  |
| República Checa | 7 | 4 | 1  | 1  | 1 | 27 | 18 | +9  | 15  |
| Suiza           | 7 | 2 | 0  | 4  | 1 | 12 | 18 | -6  | 10  |
| Alemania        | 7 | 2 | 0  | 1  | 4 | 11 | 24 | -13 | 7   |
| Francia         | 7 | 1 | 1  | 0  | 5 | 13 | 20 | -7  | 5   |
| Letonia         | 7 | 0 | 2  | 1  | 4 | 11 | 25 | -14 | 5   |
| Austria         | 7 | 0 | 2  | 1  | 4 | 10 | 29 | -19 | 5   |

- Resultados

| Fecha | Hora  | Partido¹        | Partido¹ | Partido¹        | Resultado |
| ----- | ----- | --------------- | -------- | --------------- | --------- |
| 01.05 | 16:15 | Canadá          | -        | Letonia         | 6-1       |
| 01.05 | 20:15 | República Checa | -        | Suecia          | 5-6 –pen– |
| 02.05 | 12:15 | Suiza           | -        | Austria         | 3-4 –pen– |
| 02.05 | 16:15 | Francia         | -        | Alemania        | 1-2       |
| 02.05 | 20:15 | Letonia         | -        | República Checa | 2-4       |
| 03.05 | 12:15 | Austria         | -        | Suecia          | 1-6       |
| 03.05 | 16:15 | Canadá          | -        | Alemania        | 10-0      |
| 03.05 | 20:15 | Francia         | -        | Suiza           | 1-3       |
| 04.05 | 16:15 | Letonia         | -        | Suecia          | 1-8       |
| 04.05 | 20:15 | Canadá          | -        | República Checa | 6-3       |
| 05.05 | 16:15 | Suiza           | -        | Alemania        | 1-0       |
| 05.05 | 20:15 | Austria         | -        | Francia         | 0-2       |
| 06.05 | 16:15 | Suiza           | -        | Letonia         | 1-2 –TE–  |
| 06.05 | 20:15 | Suecia          | -        | Canadá          | 4-6       |
| 07.05 | 16:15 | República Checa | -        | Francia         | 5-1       |
| 07.05 | 20:15 | Suecia          | -        | Alemania        | 4-3       |
| 08.05 | 16:15 | República Checa | -        | Austria         | 4-0       |
| 08.05 | 20:15 | Alemania        | -        | Letonia         | 2-1       |
| 09.05 | 12:15 | Francia         | -        | Canadá          | 1-4       |
| 09.05 | 16:15 | Austria         | -        | Letonia         | 1-2 –TE–  |
| 09.05 | 20:15 | Suecia          | -        | Suiza           | 2-1 –TE–  |
| 10.05 | 16:15 | Alemania        | -        | República Checa | 2-4       |
| 10.05 | 20:15 | Suiza           | -        | Canadá          | 2-7       |
| 11.05 | 16:15 | Alemania        | -        | Austria         | 2-3 –pen– |
| 11.05 | 20:15 | Suecia          | -        | Francia         | 4-2       |
| 12.05 | 12:15 | Canadá          | -        | Austria         | 10-1      |
| 12.05 | 16:15 | Letonia         | -        | Francia         | 2-3 –pen– |
| 12.05 | 20:15 | República Checa | -        | Suiza           | 2-1 –pen– |

- (¹) – Todos en Praga.

### Grupo B
| Equipo         | J | G | EG | EP | P | GF | GC | DG  | PTS |
| -------------- | - | - | -- | -- | - | -- | -- | --- | --- |
| Estados Unidos | 7 | 5 | 1  | 0  | 1 | 22 | 14 | +8  | 17  |
| Finlandia      | 7 | 4 | 2  | 0  | 1 | 22 | 9  | +13 | 16  |
| Rusia          | 7 | 4 | 1  | 1  | 1 | 30 | 16 | +14 | 15  |
| Bielorrusia    | 7 | 4 | 0  | 2  | 1 | 20 | 19 | +1  | 14  |
| Eslovaquia     | 7 | 1 | 2  | 2  | 2 | 17 | 19 | -2  | 9   |
| Noruega        | 7 | 2 | 0  | 0  | 5 | 12 | 23 | -11 | 6   |
| Dinamarca      | 7 | 1 | 0  | 1  | 5 | 10 | 20 | -10 | 4   |
| Eslovenia      | 7 | 1 | 0  | 0  | 6 | 9  | 22 | -13 | 3   |

- Resultados

| Fecha | Hora  | Partido¹       | Partido¹ | Partido¹       | Resultado |
| ----- | ----- | -------------- | -------- | -------------- | --------- |
| 01.05 | 16:15 | Estados Unidos | -        | Finlandia      | 5-1       |
| 01.05 | 20:15 | Rusia          | -        | Noruega        | 6-2       |
| 02.05 | 12:15 | Eslovaquia     | -        | Dinamarca      | 4-3 –pen– |
| 02.05 | 16:15 | Bielorrusia    | -        | Eslovenia      | 4-2       |
| 02.05 | 20:15 | Noruega        | -        | Estados Unidos | 1-2       |
| 03.05 | 12:15 | Rusia          | -        | Eslovenia      | 5-3       |
| 03.05 | 16:15 | Bielorrusia    | -        | Eslovaquia     | 1-2 –TE–  |
| 03.05 | 20:15 | Dinamarca      | -        | Finlandia      | 0-3       |
| 04.05 | 16:15 | Rusia          | -        | Estados Unidos | 2-4       |
| 04.05 | 20:15 | Noruega        | -        | Finlandia      | 0-5       |
| 05.05 | 16:15 | Dinamarca      | -        | Bielorrusia    | 1-5       |
| 05.05 | 20:15 | Eslovaquia     | -        | Eslovenia      | 3-1       |
| 06.05 | 16:15 | Rusia          | -        | Dinamarca      | 5-2       |
| 06.05 | 20:15 | Eslovaquia     | -        | Noruega        | 2-3       |
| 07.05 | 16:15 | Estados Unidos | -        | Bielorrusia    | 2-5       |
| 07.05 | 20:15 | Finlandia      | -        | Eslovenia      | 4-0       |
| 08.05 | 16:15 | Eslovenia      | -        | Noruega        | 1-3       |
| 08.05 | 20:15 | Estados Unidos | -        | Dinamarca      | 1-0       |
| 09.05 | 12:15 | Bielorrusia    | -        | Rusia          | 0-7       |
| 09.05 | 16:15 | Finlandia      | -        | Eslovaquia     | 3-0       |
| 09.05 | 20:15 | Dinamarca      | -        | Noruega        | 4-1       |
| 10.05 | 16:15 | Eslovenia      | -        | Estados Unidos | 1-3       |
| 10.05 | 20:15 | Eslovaquia     | -        | Rusia          | 2-3 –TE–  |
| 11.05 | 16:15 | Finlandia      | -        | Bielorrusia    | 3-2 –pen– |
| 11.05 | 20:15 | Eslovenia      | -        | Dinamarca      | 1-0       |
| 12.05 | 12:15 | Noruega        | -        | Bielorrusia    | 2-3       |
| 12.05 | 16:15 | Estados Unidos | -        | Eslovaquia     | 5-4 –TE–  |
| 12.05 | 20:15 | Finlandia      | -        | Rusia          | 3-1 –pen– |

- (¹) – Todos en Ostrava.

## Fase final
|  | Cuartos de final | Cuartos de final |                |                 | Semifinales    | Semifinales  |  |  | Final | Final |
|  |                  |                  |                |                 |                |              |  |  |       |       |
|  |                  |                  |                |                 |                |              |  |  |       |       |
|  |                  |                  |                |                 |                |              |  |  |       |       |
|  | Canadá           | 9                |                |                 |                |              |  |  |       |       |
|  | Canadá           | 9                |                |                 |                |              |  |  |       |       |
|  | Bielorrusia      | 0                |                |                 |                |              |  |  |       |       |
|  | Bielorrusia      | 0                | Canadá         | 2               |                |              |  |  |       |       |
|  |                  |                  | Canadá         | 2               |                |              |  |  |       |       |
|  |                  | República Checa  | 0              |                 |                |              |  |  |       |       |
|  | Finlandia        | República Checa  | 0              | 3               |                |              |  |  |       |       |
|  | Finlandia        |                  |                | 3               |                |              |  |  |       |       |
|  | República Checa  | 5                |                |                 |                |              |  |  |       |       |
|  | República Checa  | 5                | Canadá         | 6               |                |              |  |  |       |       |
|  |                  |                  | Canadá         | 6               |                |              |  |  |       |       |
|  |                  | Rusia            | 1              |                 |                |              |  |  |       |       |
|  | Estados Unidos   | Rusia            | 1              | 3               |                |              |  |  |       |       |
|  | Estados Unidos   |                  |                | 3               |                |              |  |  |       |       |
|  | Suiza            | 1                |                |                 |                |              |  |  |       |       |
|  | Suiza            | 1                | Estados Unidos | 0               | Tercer lugar   | Tercer lugar |  |  |       |       |
|  |                  |                  | Estados Unidos | 0               |                |              |  |  |       |       |
|  |                  | Rusia            | 4              |                 |                |              |  |  |       |       |
|  | Suecia           | Rusia            | 4              | 3               | Estados Unidos | 3            |  |  |       |       |
|  | Suecia           |                  |                | 3               | Estados Unidos | 3            |  |  |       |       |
|  | Rusia            | 5                |                | República Checa | 0              |              |  |  |       |       |
|  | Rusia            | 5                |                |                 | 0              |              |  |  |       |       |
|  |                  |                  |                |                 |                |              |  |  |       |       |
|  |                  |                  |                |                 |                |              |  |  |       |       |

### Cuartos de final
| Fecha | Hora  | Partido¹       | Partido¹ | Partido¹        | Resultado |
| ----- | ----- | -------------- | -------- | --------------- | --------- |
| 14.05 | 15:15 | Estados Unidos | -        | Suiza           | 3-1       |
| 14.05 | 16:15 | Canadá         | -        | Bielorrusia     | 9-0       |
| 14.05 | 19:15 | Suecia         | -        | Rusia           | 3-5       |
| 14.05 | 20:15 | Finlandia      | -        | República Checa | 3-5       |

- (¹) – El primero y el tercero en Ostrava, los otros dos en Praga.

### Semifinales
| Fecha | Hora  | Partido¹       | Partido¹ | Partido¹        | Resultado |
| ----- | ----- | -------------- | -------- | --------------- | --------- |
| 16.05 | 15:15 | Canadá         | -        | República Checa | 2-0       |
| 16.05 | 19:15 | Estados Unidos | -        | Rusia           | 0-4       |

- (¹) – Ambos en Praga.

### Tercer puesto
| Fecha | Hora  | Partido¹       | Partido¹ | Partido¹        | Resultado |
| ----- | ----- | -------------- | -------- | --------------- | --------- |
| 17.05 | 16:15 | Estados Unidos | -        | República Checa | 3-0       |

- (¹) – En Praga.

### Final
| Fecha | Hora  | Partido¹ | Partido¹ | Partido¹ | Resultado |
| ----- | ----- | -------- | -------- | -------- | --------- |
| 17.05 | 20:45 | Canadá   | -        | Rusia    | 6-1       |

- (¹) – En Praga.

## Clasificación general
| 1. Canadá          |
| 2. Rusia           |
| 3. Estados Unidos  |
| 4. República Checa |
| 5. Suecia          |
| 6. Finlandia       |
| 7. Bielorrusia     |
| 8. Suiza           |
| 9. Eslovaquia      |
| 10. Alemania       |
| 11. Noruega        |
| 12. Francia        |
| 13. Letonia        |
| 14. Dinamarca      |
| 15. Austria        |
| 16. Eslovenia      |